# Comuna Dolni Dăbnik, Plevna
Obștina Dolni Dăbnik (comuna Dolni Dăbnik) este o unitate administrativă în regiunea Plevna din Bulgaria. Cuprinde un număr de 7 localități.  Reședința sa este orașul Dolni Dăbnik. Localități componente:

## Demografie
Componența etnică a comunei Dolni Dăbnik
     Romi (7,9%)
     Turci (4,83%)
     Bulgari (71,91%)
     Nicio identificare (15,09%)
     Altele (0,25%)
La recensământul din 2011, populația comunei Dolni Dăbnik era de 11.670 locuitori. Din punct de vedere etnic, majoritatea locuitorilor (71,91%) erau bulgari, existând și minorități de romi (7,9%) și turci (4,83%). Pentru 15,09% din locuitori nu este cunoscută apartenența etnică.